# Eva Landštofová
Eva Landštofová (* 14. září 1924) je česká redaktorka, překladatelka a spisovatelka. Překládala a psala především knihy s politickou tematikou související s komunistickým režimem v Československu. Pro mládež napsala dobrodružný román Gazelí stopa.

## Dílo

### Překlady
- Mátyás Rákosi: Vlastenectví a obrana vlasti, SNPL, Praha 1953, sborník projevů a článků.[2]
- Mátyás Rákosi: O 20. sjezdu Komunistické strany Sovětského svazu, ÚV KSČ, Praha 1956.[3]
- Viktor Nikolajevič Beleckij: Politika Sovětského svazu v německých záležitostech v poválečném období 1945–1978, Lidové nakladatelství, Praha 1979.[4]

### Vlastní díla
- Poslední bitva Salvadora Allenda, Pressfoto, Praha 1974.[5]
- Československo dnes, Pressfoto, Praha 1976, obrazová publikace, společně s Milenou Zimmerovou.[6]
- Gazelí stopa, Albatros, Praha 1980, dobrodružný román pro mládež o českém chlapci Petrovi a křovácké dívce Gazelí stopě, kteří jako nepohodlní rasistickým silám byli vysazeni uprostřed pouště Kalahari.[7]